# Amara pulpani
Amara pulpani är en skalbaggsart som beskrevs av K. Kult 1949. Amara pulpani ingår i släktet Amara, och familjen jordlöpare. Arten har ej påträffats i Sverige.